# Ștefan Mitroi
Ștefan Mitroi (* 5. Mai 1956 in Siliștea) ist ein rumänischer Schriftsteller und Journalist.

## Leben
Nach dem Besuch des Gymnasiums in Alexandria studierte Mitroi bis 1980 Jura an der Universität Iași. Er arbeitete kurze Zeit als Staatsanwalt in Alexandria und war von 1983 bis 1989 Redakteur der Zeitschrift Scânteia tineretului. 1990 übernahm er die Chefredaktion der Zeitung Tineretul liber und wurde Präsident des rumänischen Journalistenverbandes. Von 1993 bis 1996 war er stellvertretender Chefredakteur beim rumänischen Fernsehen, darauf je ein Jahr Direktor des Tageszeitung Azi und stellvertretender Chefredakteur der Zeitung Curierul Național. Von 1998 bis 2000 war Mitroi Mitglied des rumänischen Senates, dann Leiter der Zeitung Dimineața. 2005 wurde er Mitglied im Rat für Kultur- und Medienfragen im Innenministerium. An der Polizeiakademie Alexandru Ioan Cuza wirkte er ab 2007 als Abteilungsleiter und Lehrbeauftragter.
Seine ersten Gedichte veröffentlichte Mitroi bereits als Gymnasiast in der Zeitschrift Astra in Brașov. Während seiner Studienzeit erschienen seine Gedichte u. a. in den Zeitschriften Opinia Studențească, Convorbiri Literare, Cronica, Tribuna, Luceafărul, România Literară. Sein Debüt als Prosaautor gab er 1983 in der literarischen und künstlerischen Beilage der Zeitung Scânteia Tineretului. 1986 debütierte er mit dem Reportagenband Nimic despre singurătate. In der Folgezeit veröffentlichte er u. a. mehrere Gedichtbände, Kurzprosa, Kinderliteratur und Theaterstücke. Sein Stück Sfarsitul lumii se amana wurde 2006 am Nationaltheater in Iași uraufgeführt und mit dem Preis des Clubs der Dramaturgen im rumänischen Schriftstellerverband als Schauspiel des Jahres ausgezeichnet. Mit Povestea copilului care a salvat povestile gewann er 2008 den nationalen Kindertheaterwettbewerb. Für seinen Roman Dulce ca pelinul erhielt er 2010 den Preis der Rumänischen Akademie.

## Werke
- Nimic despre singuratate, Reportagen, 1986
- Razboiul de dupa razboi, Kurzprosa, 1987
- Povesti din Tara Arborado, Kinderbuch, 1988
- Somnul verde al copacilor, Kurzprosa, 1989
- Bolnav de inserare, Lyrik, 1992
- Ce iei cu tine in mormant, Kurzprosa, 1996
- Povesti aproape intamplate, Kinderbuch, 1998
- Adio, ingere pazitor, Lyrik, 2001
- Buzunare cu grau, Lyrik, 2001
- Caderea in cer, Roman, 2003
- Gaura, Roman, 2004
- Viata inversa a lui Cocostel Ouatu, Roman, 2005
- Masina de scarpinat, 2Bände, Theaterstücke, 2006
- Dulce ca pelinul, Roman, 2008
- Guantanamo
- De ce nu ruginesc peștii
- Să locuiești într-un lătrat de câine
- Bâlciul de argint
- Goarna lui Tuturuz
- Atunci când era mereu duminică
- Adu-ți aminte să nu uiți